# Новокарбовка
Новокарбовка (укр. Новокарбівка) — село, относится к Любашёвскому району Одесской области Украины.
Население по переписи 2001 года составляло 381 человек. Почтовый индекс — 66551. Телефонный код — 4864. Занимает площадь 0,687 км². Код КОАТУУ — 5123383201.

## Местный совет
66551, Одесская обл., Любашёвский р-н, с. Новокарбовка